# Keratella mexicana
Keratella mexicana är en hjuldjursart som beskrevs av Ludmila A. Kutikova och Silva-Briano 1995. Keratella mexicana ingår i släktet Keratella och familjen Brachionidae. Inga underarter finns listade i Catalogue of Life.